# 圣朱塞佩-维苏威亚诺
圣朱塞佩-维苏威亚诺（義大利語：San Giuseppe Vesuviano），是意大利坎帕尼亞大區那不勒斯廣域市的一个市镇。总面积14平方公里，人口28216人，人口密度2015.4人/平方公里（2009年）。ISTAT代码为063068。